# Nationaal Congres (Honduras)
Het Nationaal Congres (Spaans: Congresio Nacional) is het eenkamerparlement van Honduras.
Het Nationaal Congres telt 128 afgevaardigden (diputados) die via algemeen, enkelvoudig kiesrecht worden gekozen op basis van het stelsel van evenredige vertegenwoordiging. Ieder departement is tevens een kiesdistrict. Voor 1997 hanteerde Honduras een systeem waarbij de afgevaardigden indirect werden gekozen.
Sinds het begin van de twintigste eeuw wordt het Nationaal Congres gedomineerd door twee partijen: de Nationale Partij van Honduras (Partido Nacional de Honduras, PNH) en de Liberale Partij van Honduras (Partido Liberal de Honduras, PLH). Honduras kent een de facto tweepartijenstelsel, hoewel er sinds de jaren 1970 ook andere, kleinere, partijen in het Nationaal Congres zitting hebben.
Een aantal afgevaardigden heeft ook zitting in het Centraal-Amerikaanse Parlement (Parlamento Centroamericano), een orgaan waar ook andere Centraal-Amerikaanse staten parlementariërs afvaardigt.

## Zetelverdeling 2005
De laatste congresverkiezingen, die - zoals gebruikelijk in Honduras - samenvielen met de presidentsverkiezingen, vonden plaats op 27 november 2005. Bij deze verkiezingen behaalde de PLH 62 zetels en rivaal de PNH 55 zetels.
| Partij                                                                              | zetels |
| ----------------------------------------------------------------------------------- | ------ |
| Liberale Partij van Honduras (Partido Liberal de Honduras)                          | 62     |
| Nationale Partij van Honduras (Partido Nacional de Honduras)                        | 55     |
| Partij van Democratische Unificatie (Partido de Unificación Democrática)            | 5      |
| Christendemocratische Partij van Honduras (Partido Demócrata Cristiano de Honduras) | 4      |
| Partij voor Innovatie en Eenheid (Partido Innovación y Unidad)                      | 2      |
| Totaal: 1.833.710 (opkomst 45,97%)                                                  | 128    |
| Stemgerechtigden: 3.988.605                                                         |        |
| Bron: IPU Parline                                                                   |        |

## Zetelverdeling 2001
Bij de Hondurese congresverkiezingen van 25 november 2001 behaalde de PNH 61 zetels en de PLH 55 zetels. Dankzij samenwerking met de Christendemocratische Partij van Honduras (Partido Demócrata Cristiano de Honduras, PDCH) was er een meerderheidsregering PNH/PDCH mogelijk.
| Partij                                                                                                   | %                      | zetels |
| --- | ---------------------- | ------ |
| Nationale Partij van Honduras (Partido Nacional de Honduras)                                             | 46,5%                  | 61     |
| Liberale Partij van Honduras (Partido Liberal de Honduras)                                               | 40,8%                  | 55     |
| Partij van Innovatie en Eenheid—sociaaldemocratie (Partido de Inovación y Unidad&mdashSocial Democracia) | 4,6%                   | 4      |
| Partij van Democratische Unificatie (Partido de Unificación Democrática)                                 | 4,5%                   | 5      |
| Christendemocratische Partij van Honduras (Partido Demócrata Cristiano de Honduras)                      | 3,7%                   | 3      |
| Totaal (opkomst 66,3%)                                                                                   | Totaal (opkomst 66,3%) | 128    |
| Bron: Adam Carrs verkiezingsarchief                                                                      |                        |        |

## Huisvesting van Nationaal Congres
Het Nationaal Congres is gehuisvest in het modernistische Legislatieve Paleis (Palacio Legislativo) in het centrum van Tegucigalpa (hoofdstad van Honduras).